# اوغوت‌لو (توت)
اوغوت‌لو {{ترکی|Öğütlü) (به کردی: Xazîkan) یک منطقهٔ مسکونی در ترکیه است که در توت، ترکیه واقع شده‌است.